# Sławomir Wojciechowski
Sławomir Wojciechowski (ur. 6 września 1973 w Gdańsku) – polski piłkarz występujący na pozycji pomocnik, były czterokrotny reprezentant Polski, brązowy medalista Mistrzostw Europy U-16 z 1990. Grał m.in. w Lechii Gdańsk, której jest wychowankiem, Zawiszy Bydgoszcz, GKS Katowice, FC Aarau, Bayernie Monachium, RKS Radomsko, Victorii Kolonia i Olimpii Grudziądz. Wraz z Bayernem Monachium triumfował w Lidze Mistrzów 2000/01.

## Kariera klubowa
Na początku stycznia 2000 roku Wojciechowski za kwotę 1,5 miliona marek przeniósł się ze szwajcarskiego FC Aarau do Bayernu Monachium, podpisując dwuipółletni kontrakt z mistrzem Niemiec. W klubie zadebiutował 12 lutego 2000 w wyjazdowym meczu ligowym przeciwko SpVgg Unterhaching (wygrana 2:0), zmieniając w ostatniej minucie Paulo Sérgio. W tym samym sezonie (1999/2000) wystąpił także w rozgrywkach Pucharu Niemiec (półfinałowe zwycięstwo z Hansą Rostock 3:2) oraz grupowym spotkaniu 2. rundy Ligi Mistrzów z Dynamem Kijów (porażka 0:2). 8 kwietnia w domowym meczu z SSV Ulm 1846 strzelił swego jedynego gola w Niemczech, ustalając wynik potyczki na 4:0. Sezon zakończył jako mistrz Niemiec oraz zdobywca Pucharu Niemiec.
Latem 2000 roku wystąpił w finale Pucharu Ligi Niemieckiej (1 sierpnia), w którym Bayern pokonał Herthę 5:1. Oprócz tego, w sezonie 2000/01 zagrał jeszcze tylko w spotkaniu 1. rundy Pucharu Niemiec (26 sierpnia 2000 przeciwko FC Schönberg 95, wygrana 4:0), zastępując na ostatnich 6 minut Mehmeta Scholla. Był to jego ostatni występ podczas 1,5-rocznego pobytu w Bayernie. W sezonie 2000/2001 nie wystąpił w ani jednym spotkaniu Bundesligi, gdzie Bayern sięgnął po tytuł mistrzowski.
W sezonie 2000/01 roku wraz z Bayernem Monachium został triumfatorem Ligi Mistrzów. W tej edycji nie rozegrał ani minuty, ale znajdował się na liście zgłoszonych zawodników.
W sumie wystąpił w 7 meczach: trzech Bundesligi (64 minuty, 1 gol), dwóch Pucharu Niemiec (21 minut), jednym Ligi Mistrzów (90 minut) i finale Pucharu Ligi (90 minut).
Po zakończeniu sezonu został odsprzedany do FC Aarau.

## Kariera reprezentacyjna
Grając w reprezentacji juniorów, zdobył w 1990 brązowy medal Mistrzostw Europy do lat 16.
W drużynie seniorskiej debiutował 14 lutego 1997 roku w zespole prowadzonym przez Antoniego Piechniczka. Spotkanie rozegrał do 65 minut w którym to Reprezentacja Polski zremisował z Litwą 0:0. Ostatni mecz w barwach narodowych rozegrał 29 września 1997 za kadencji Janusza Wójcika w wygranym 2:0 spotkaniu z Reprezentacją Litwy. W spotkaniu tym wystąpili również Jerzy Brzęczek i Cezary Kucharski.

### Mecze w reprezentacji Polski
| Reprezentacja | Rok     | Mecze | Bramki |
| ------------- | ------- | ----- | ------ |
| Polska        | 1997    | 4     | 0      |
| Ogólnie       | Ogólnie | 4     | 0      |

| Występy w reprezentacji Polski | Występy w reprezentacji Polski | Występy w reprezentacji Polski | Występy w reprezentacji Polski | Występy w reprezentacji Polski | Występy w reprezentacji Polski | Występy w reprezentacji Polski |
| Lp.                            | Data                           | Miejsce                        | Przeciwnik                     | Wynik                          | Czas gry                       | Mecz                           |
| ------------------------------ | ------------------------------ | ------------------------------ | ------------------------------ | ------------------------------ | ------------------------------ | ------------------------------ |
| 1.                             | 14.02.1997                     | Ajia Napa                      | Litwa                          | 0-0                            | do 65'                         | Mecz towarzyski                |
| 2.                             | 17.02.1997                     | Derineia                       | Łotwa                          | 3-2                            | do 62'                         | Mecz towarzyski                |
| 3.                             | 22.05.1997                     | Solna                          | Szwecja                        | 2-2                            | od 87'                         | Mecz towarzyski                |
| 4.                             | 24.09.1997                     | Olsztyn                        | Litwa                          | 2-0                            | od 70'                         | Mecz towarzyski                |

## Sukcesy

### Klubowe
Bayern Monachium
- Mistrzostwo Niemiec (2x): 1999/2000, 2000/2001
- Puchar Niemiec (1x): 1999/2000
- Puchar Ligi Niemieckiej (1x): 2000
- Liga Mistrzów UEFA (x1): 2000/2001[1][2]

Lechia Gdańsk
- Wicemistrzostwo Polski Juniorów Starszych: 1990[3]

### Reprezentacyjne
- 3 miejsce Mistrzostwa Europy U-16: 1990[4][5][6]

## Życie osobiste
W Lechi Gdańsk debiutował mając 15 lat 7 miesięcy i 23 dni jako najmłodszy zawodnik w historii klubu. Po zakończeniu kariery zajął się szkoleniem młodzieży w Akademii Pomorskiej.
Syn Sławomira Wojciechowskiego, Kamil jest również piłkarzem.

## Cytaty
„To bardzo dobry piłkarz, pod względem umiejętności nie miałem do niego zastrzeżeń, ale mentalnie nie był gotowy na Bayern. Brakowało mu genu zwycięzcy” Ottmar Hitzfeld